# (35162) 1993 OE2
1993 OE2 (asteroide 35162) é um asteroide da cintura principal. Possui uma excentricidade de 0.16782990 e uma inclinação de 3.68761º.
Este asteroide foi descoberto no dia 20 de julho de 1993 por Eric Walter Elst em Caussols.